# رولاندو باررا
رولاندو باررا (انگلیسی: Rolando Barrera؛ زادهٔ ۱۸ اکتبر ۱۹۶۰) بازیکن فوتبال اهل آرژانتین است.
از باشگاه‌هایی که در آن بازی کرده‌است می‌توان به باشگاه ورزشی رئال مایورکا، باشگاه فوتبال نیولز اولد بویز، باشگاه ورزشی سن لورنسو آلماگرو، و باشگاه فوتبال نیس اشاره کرد.
وی همچنین در تیم ملی فوتبال زیر ۲۰ سال آرژانتین بازی کرده‌است.